# Uuden Musiikin Kilpailu 2014
Der 3. Uuden Musiikin Kilpailu (Abk. UMK) fand am 1. Februar 2014 statt und war der finnische Vorentscheid für den Eurovision Song Contest 2014 in Kopenhagen, Dänemark.
Sieger der Ausgabe wurde die Band Softengine mit ihrem Lied Something Better.

## Format

### Konzept
Das Konzept vom Vorjahr wurde auch 2014 weitergeführt. So gab es zuerst drei Vorstellungsrunden, wo sich die Teilnehmer der Öffentlichkeit präsentierten. Danach folgten zwei Heats, in dem lediglich die Jury das Ergebnis bestimmte. Ein Teilnehmer schied dabei aus, während ein Teilnehmer direkt das Finale erreichte. Die verbliebenen Teilnehmer erreichten das Halbfinale. Dort entschieden dann lediglich die Zuschauer, welche Teilnehmer das Finale erreichten. Im Finale traten dann acht Teilnehmer gegeneinander an, wobei der Sieger zu 50 % per Juryvoting und zu 50 % per Televoting entschieden wurde.

### Beitragswahl
Vom 10. Juli 2013 bis zum 16. September 2013 konnten Beiträge bei YLE eingereicht werden.
Am 24. September 2013 gab YLE bekannt, dass sie insgesamt 420 Beiträge erhalten haben.

### Jury
Am 4. November 2013 stellte YLE die vierköpfige Jury des UMK 2014 vor. Diese bestand aus folgenden Personen:
- Tomi Saarinen (Chef von YLEs Jugendradio YleX)
- Aija Puurtinen (Sängerin und Musikprofessorin)
- Toni Wirtanen (Heavy metal Sänger und Teil der Band Apulanta)
- Redrama (Rapper)

## Teilnehmer
Am 10. Dezember 2013 präsentierte YLE über einen Livestream die 12 Teilnehmer des Uuden Musiikin Kilpailu 2014.
| Interpret                    | Lied Musik (M) und Text (T)                                                                                      | Sprache  | Übersetzung (inoffiziell)          |
| ---------------------------- | --- | -------- | ---------------------------------- |
| Clarissa feat. Josh Standing | On Top of The World M/T: Paul Oxley, David Neisser, Christian Rabb, Annette Lundell, Joshua Standing             | Englisch | Auf der Spitze der Erde            |
| Dennis Fagerström            | My Little Honey Bee M/T: Dennis Fagerström, Michael James Down, Niklas Hast, Andreas Anastasiou, Primoz Poglajen | Englisch | Meine kleine Honigbiene            |
| Hanna Sky                    | Hope M/T: Hanna Sky                                                                                              | Englisch | Hoffnung                           |
| Hukka ja Mama                | Selja M/T: Lasse Hukka                                                                                           | Finnisch | –                                  |
| Jasmin Michaela              | Kertakäyttösydän M/T: Mikko Kierikki, Jasmin Michaela, Jutta Annala, Johanna Viksten                             | Finnisch | Weggeschmissenes Herz              |
| Lauri Mikkola                | Going Down M/T: Lauri Mikkola                                                                                    | Englisch | Es geht runter                     |
| Lili Lambert                 | Let Me Take You There M/T: Lili Lambert, Joonas Kaikko, Lasse Piirainen                                          | Englisch | Lass mich dich dort mit hin nehmen |
| MadCraft                     | Shining Bright M/T: Tom Nuorivaara, Juho Rinne, Jesse Mäläskä, Otto Uotila                                       | Englisch | Hell leuchten                      |
| MAKEA                        | Painovoima M/T: MAKEA                                                                                            | Finnisch | Schwerkraft                        |
| MIAU                         | God/Drug M/T: Anu Kaukola, Henna Juvonen                                                                         | Englisch | Gott/Droge                         |
| Mikko Pohjola                | Sängyn reunalla M/T: Mikko Pohjola                                                                               | Finnisch | An der Kante des Bettes            |
| Softengine                   | Something Better M/T: Topi Latukka, Henri Oskár                                                                  | Englisch | Etwas Besseres                     |

## Vorstellungsrunden
Insgesamt drei Vorstellungsrunden wurden am 26. Dezember 2013, 28. Dezember 2013 und 4. Januar 2014 übertragen. In der ersten Runde am 26. Dezember 2013 wurden die zwölf Teilnehmer präsentiert. Dazu kamen Interviews mit ihnen sowie Kommentare von der vierköpfigen Jury.
Am 28. Dezember 2013 und 4. Januar 2014 stellten pro Sendung sechs Teilnehmer die Demo-Versionen ihrer Lieder vor. Dabei sangen am 28. Dezember 2013 MadCraft, Clarissa featuring Josh Standing, Lauri Mikkola, Jasmin Michaela, Hanna Sky und MAKEA ihre Lieder zum ersten Mal live vor der Jury. Am 4. Januar 2014 vollzogen Mikko Pohjola, Hukka ja Mama, Dennis Fagerström, Softengine, Lili Lambert and MIAU diesen Prozess.
Die Vorstellungsrunden wurden bereits im November 2013 aufgenommen, so dass die zwölf Teilnehmer sich mit den Kommentaren der Jury befassen konnten und ihre Lieder überarbeiten konnten. Die finalen Versionen der Lieder wurden am 1. Januar 2014 im YLE Radio Suomi vorgestellt.

## Heats

### Heat 1
Heat 1 fand am 11. Januar 2014 im Peacock Theater in Helsinki statt. Ein Teilnehmer erreichte direkt das Finale, während vier Weitere das Halbfinale erreichten. Ein Teilnehmer schied aus.
| Platz | Startnr. | Interpret         | Lied Musik (M) und Text (T)                                                                                      | Sprache  | Übersetzung (Inoffiziell)          | Jury          | Jury           | Jury          | Jury    | Gesamt |
| Platz | Startnr. | Interpret         | Lied Musik (M) und Text (T)                                                                                      | Sprache  | Übersetzung (Inoffiziell)          | Toni Wirtanen | Aija Puurtinen | Tomi Saarinen | Redrama | Gesamt |
| ----- | -------- | ----------------- | --- | -------- | ---------------------------------- | ------------- | -------------- | ------------- | ------- | ------ |
| 1.    | 5        | Softengine        | Something Better M/T: Topi Latukka, Henri Oskár                                                                  | Englisch | Etwas Besseres                     | 08            | 10             | 09            | 09      | 36     |
| 2.    | 4        | Hukka ja Mama     | Selja M/T: Lasse Hukka                                                                                           | Finnisch | –                                  | 10            | 09             | 08            | 08      | 35     |
| 3.    | 6        | Jasmin Michaela   | Kertakäyttösydän M/T: Mikko Kierikki, Jasmin Michaela, Jutta Annala, Johanna Viksten                             | Finnisch | Weggeschmissenes Herz              | 07            | 08             | 07            | 07      | 29     |
| 4.    | 1        | MIAU              | God/Drug M/T: Anu Kaukola, Henna Juvonen                                                                         | Englisch | Gott/Droge                         | 06            | 07             | 06            | 04      | 23     |
| 5.    | 2        | Dennis Fagerström | My Little Honey Bee M/T: Dennis Fagerström, Michael James Down, Niklas Hast, Andreas Anastasiou, Primoz Poglajen | Englisch | Meine kleine Honigbiene            | 04            | 05             | 05            | 05      | 19     |
| 6.    | 3        | Lili Lambert      | Let Me Take You There M/T: Lili Lambert, Joonas Kaikko, Lasse Piirainen                                          | Englisch | Lass mich dich dort mit hin nehmen | 03            | 06             | 03            | 06      | 18     |

 Kandidat hat sich für das Finale qualifiziert.
 Kandidat hat sich für das Halbfinale qualifiziert.

### Heat 2
Heat 2 fand am 18. Januar 2014 im Peacock Theater in Helsinki statt. Ein Teilnehmer erreichte direkt das Finale, während vier Weitere das Halbfinale erreichten. Ein Teilnehmer schied aus.
| Platz | Startnr. | Interpret                    | Lied Musik (M) und Text (T)                                                                          | Sprache  | Übersetzung (Inoffiziell) | Jury          | Jury           | Jury          | Jury    | Gesamt |
| Platz | Startnr. | Interpret                    | Lied Musik (M) und Text (T)                                                                          | Sprache  | Übersetzung (Inoffiziell) | Toni Wirtanen | Aija Puurtinen | Tomi Saarinen | Redrama | Gesamt |
| ----- | -------- | ---------------------------- | --- | -------- | ------------------------- | ------------- | -------------- | ------------- | ------- | ------ |
| 1.    | 6        | Hanna Sky                    | Hope M/T: Hanna Sky                                                                                  | Englisch | Hoffnung                  | 09            | 10             | 09            | 10      | 38     |
| 2.    | 4        | Mikko Pohjola                | Sängyn reunalla M/T: Mikko Pohjola                                                                   | Finnisch | An der Kante des Bettes   | 08            | 09             | 08            | 09      | 34     |
| 3.    | 2        | Lauri Mikkola                | Going Down M/T: Lauri Mikkola                                                                        | Englisch | Es geht runter            | 05            | 08             | 07            | 06      | 26     |
| 4.    | 3        | Clarissa feat. Josh Standing | On Top of The World M/T: Paul Oxley, David Neisser, Christian Rabb, Annette Lundell, Joshua Standing | Englisch | Auf der Spitze der Erde   | 06            | 06             | 06            | 07      | 25     |
| 5.    | 5        | MadCraft                     | Shining Bright M/T: Tom Nuorivaara, Juho Rinne, Jesse Mäläskä, Otto Uotila                           | Englisch | Hell leuchten             | 07            | 05             | 05            | 04      | 21     |
| 6.    | 1        | MAKEA                        | Painovoima M/T: MAKEA                                                                                | Finnisch | Schwerkraft               | 04            | 07             | 04            | 05      | 20     |

 Kandidat hat sich für das Finale qualifiziert.
 Kandidat hat sich für das Halbfinale qualifiziert.

## Halbfinale
Das Halbfinale fand am 25. Januar 2014 im Peacock Theater in Helsinki statt. Sechs der acht Teilnehmer erreichten dabei das Finale.
| Startnr. | Interpret                    | Lied Musik (M) und Text (T)                                                                                      | Sprache  | Übersetzung (Inoffiziell) |
| -------- | ---------------------------- | --- | -------- | ------------------------- |
| 1        | MadCraft                     | Shining Bright M/T: Tom Nuorivaara, Juho Rinne, Jesse Mäläskä, Otto Uotila                                       | Englisch | Hell leuchten             |
| 2        | Hukka ja Mama                | Selja M/T: Lasse Hukka                                                                                           | Finnisch | –                         |
| 3        | Lauri Mikkola                | Going Down M/T: Lauri Mikkola                                                                                    | Englisch | Es geht runter            |
| 4        | Jasmin Michaela              | Kertakäyttösydän M/T: Mikko Kierikki, Jasmin Michaela, Jutta Annala, Johanna Viksten                             | Finnisch | Weggeschmissenes Herz     |
| 5        | Dennis Fagerström            | My Little Honey Bee M/T: Dennis Fagerström, Michael James Down, Niklas Hast, Andreas Anastasiou, Primoz Poglajen | Englisch | Meine kleine Honigbiene   |
| 6        | MIAU                         | God/Drug M/T: Anu Kaukola, Henna Juvonen                                                                         | Englisch | Gott/Droge                |
| 7        | Mikko Pohjola                | Sängyn reunalla M/T: Mikko Pohjola                                                                               | Finnisch | An der Kante des Bettes   |
| 8        | Clarissa feat. Josh Standing | On Top of The World M/T: Paul Oxley, David Neisser, Christian Rabb, Annette Lundell, Joshua Standing             | Englisch | Auf der Spitze der Erde   |

 Kandidat hat sich für das Finale qualifiziert.

## Finale
Das Finale fand am 1. Februar 2014 in der Barona Areena statt. Krista Siegfrids, die den UMK 2013 gewann, stellte in der Pause ihr neues Lied Cinderella vor. Nur die ersten drei Platzierungen wurden bekanntgegeben.
| Platz | Startnr. | Interpret                    | Lied Musik (M) und Text (T)                                                                          | Sprache  | Übersetzung (Inoffiziell) | Jury        | Jury         | Jury        | Jury    | Jury   | Jury     | Zuschauerstimmen (Televoting & SMS) | Gesamt  |
| Platz | Startnr. | Interpret                    | Lied Musik (M) und Text (T)                                                                          | Sprache  | Übersetzung (Inoffiziell) | T. Wirtanen | A. Puurtinen | T. Saarinen | Redrama | Gesamt | Jury (%) | Zuschauerstimmen (Televoting & SMS) | Gesamt  |
| ----- | -------- | ---------------------------- | --- | -------- | ------------------------- | ----------- | ------------ | ----------- | ------- | ------ | -------- | ----------------------------------- | ------- |
| 1.    | 1        | Softengine                   | Something Better M: Topi Latukka; T: Topi Latukka, Henri Oskár                                       | Englisch | Etwas Besseres            | 08          | 10           | 10          | 10      | 38     | 18,27 %  | 28,28 %                             | 23,28 % |
| 2.    | 6        | Mikko Pohjola                | Sängyn reunalla M/T: Mikko Pohjola                                                                   | Finnisch | An der Kante des Bettes   | 09          | 08           | 09          | 09      | 35     | 16,83 %  | 19,48 %                             | 18,16 % |
| 3.    | 3        | MIAU                         | God/Drug M/T: Anu Kaukola, Henna Juvonen                                                             | Englisch | Gott/Droge                | 10          | 09           | 07          | 06      | 32     | 15,38 %  | 13,94 %                             | 14,66 % |
| –     | 2        | Hanna Sky                    | Hope M/T: Hanna Sky                                                                                  | Englisch | Hoffnung                  | 03          | 07           | 04          | 05      | 19     | 09,13 %  |                                     |         |
| –     | 4        | Lauri Mikkola                | Going Down M/T: Lauri Mikkola                                                                        | Englisch | Es geht runter            | 05          | 06           | 05          | 07      | 23     | 11,06 %  |                                     |         |
| –     | 5        | MadCraft                     | Shining Bright M/T: Tom Nuorivaara, Juho Rinne, Jesse Mäläskä, Otto Uotila                           | Englisch | Hell leuchten             | 04          | 03           | 03          | 03      | 13     | 06,25 %  |                                     |         |
| –     | 7        | Clarissa feat. Josh Standing | On Top of The World M/T: Paul Oxley, David Neisser, Christian Rabb, Annette Lundell, Joshua Standing | Englisch | Auf der Spitze der Erde   | 06          | 04           | 06          | 04      | 20     | 09,62 %  |                                     |         |
| –     | 8        | Hukka ja Mama                | Selja M/T: Lasse Hukka                                                                               | Finnisch | –                         | 07          | 05           | 08          | 08      | 28     | 13,46 %  |                                     |         |